# Historias de miedo para contar en la oscuridad (película)
Historias de miedo para contar en la oscuridad (en inglés, Scary Stories to Tell in the Dark) es una película estadounidense de terror de 2019 dirigida por André Øvredal, a partir de un guion coescrito por Dan y Kevin Hageman, y una historia de Guillermo del Toro. Se basa en la serie de libros infantiles del mismo nombre de Alvin Schwartz.
La historia trata de un grupo de jóvenes que han sido maldecidos por un libro que relata historias de terror que intentan asesinarlos y que está relacionado con un misterio que involucra una serie de muertes terroríficas en su pequeña ciudad natal hace décadas.

## Argumento
El 31 de octubre de 1968, día de Halloween y en mitad de la Guerra de Vietnam, un chico llamado Ramón Morales (Michael Garza) llega a la pequeña ciudad de Mill Valley, Pensilvania, mientras viaja por carretera en su auto. 
En la ciudad vive una muchacha llamada Stella (Zoe Colletti), quien es una escritora de relatos de terror aficionada y vive solo con su padre ya que su madre los abandonó hace años, cosa de la que se siente responsable. Esa noche Stella y sus dos mejores amigos, Auggie (Gabriel Rush) y Chuck (Austin Zajur), deciden vengarse de los abusos de Tommy Milner (Austin Abrams) y su pandilla en la noche de Halloween gastándoles una broma pesada sin darse cuenta de que la hermana de Chuck, Ruth (Natalie Ganzhorn), está  con ellos. Cuando Tommy y su pandilla los persiguen en represalia, el trío huye hasta el autocinema de la ciudad, donde Ramón se encuentra viendo la función y los esconde en su automóvil; aunque Tommy lo amenaza, Ramón se encara con él y la pandilla debe abandonar el lugar.
Stella y Ramón se sienten atraídos rápidamente y la joven lo invita a que los acompañe a explorar una "casa embrujada" local que una vez perteneció a la rica familia Bellows, que ayudó a fundar Mill Valley construyendo una papelera; según los rumores la familia mantuvo encerrada a la hija menor, Sarah Bellows (Kathleen Pollard), ya que nació deforme; ella solía entretener a los niños que pasaban por la propiedad contándoles historias de terror a través de las paredes, sin embargo comenzó a envenenarlos y posteriormente se suicidó para evitar ser linchada por los habitantes, desde entonces la leyenda dice que quien visite la casa de noche y pida al fantasma de Sarah que le cuente una historia morirá.
Mientras Chuck y Auggie pasean por el lugar Stella y Ramón encuentran una habitación secreta y un libro propiedad de Sarah donde, según la leyenda, escribía historias con sangre de sus víctimas. Después de seguir al grupo, Tommy los encierra dentro de la habitación junto con Ruth, quien se muestra molesta por su conducta. Mientras están encerrados, Stella pide a Sarah que le cuente una historia y son liberados por una presencia invisible; además, antes de irse Stella toma el libro de Sarah. Una vez fuera descubren que Tommy ha destrozado el vehículo de Ramón y por ello este acepta alojarse en casa de Stella en secreto.
En su habitación, Stella descubre que una nueva historia, titulada Harold, está siendo escrita con sangre en el libro de Sarah; el personaje principal es un muchacho llamado Tommy. Al mismo tiempo, Tommy llega ebrio a la granja de su familia y es perseguido por Harold, el espantapájaros del maizal; la criatura lo apuñala con una horqueta y Tommy vomita heno mientras se transforma violentamente. Al día siguiente es reportado como desaparecido. Inquietos, Stella y Ramón investigan el maizal y encuentran un nuevo espantapájaros con la ropa de Tommy. Aunque Stella está convencida de que Tommy se ha convertido en un espantapájaros, los demás son escépticos. Ramón también duda en ir a la policía, ya que teme que sospechen de él debido a su altercado con Tommy y porque el sheriff Turner (Gil Bellows) le ha mostrado antipatía desde que llegó. 
Stella devuelve el libro a la habitación de Sarah, pero esa noche descubren que el libro ha regresado y escribe una historia titulada El pulgar del pie. Según el relato, Auggie se come accidentalmente el dedo del título mientras cena un estofado, lo que desata la ira del cadáver al que pertenece, que se levanta como un muerto viviente para vengarse del muchacho. La pareja lo llama e intenta advertirle que evite comer, pero no les hace caso, siendo atacado por el zombi y desapareciendo después de que este lo arrastre bajo la cama. Al darse cuenta de que son los siguientes, Stella, Ramón y Chuck intentan destruir el libro pero esto resulta imposible. Por ello deciden investigar sobre Sarah para encontrar una solución, así descubren que en menos de un año tras su suicidio su familia desapareció uno a uno y al comparar sus nombres con los de los protagonistas de las historias anteriores del libro comprenden que fueron las primeras víctimas de la maldición.
Mientras tanto, una enrojecida picadura de araña en la mejilla de Ruth, que está en el instituto, comienza a hincharse a medida que se escribe una nueva historia: La marca roja. Cuando Ruth aprieta el área afectada, su mejilla explota y libera cientos de arañas que la atacan y cubren por completo. Ruth es rescatada por Stella, Ramón y Chuck, pero debe ser hospitalizada por el trauma y las numerosas picaduras.
Las pesquisas de los muchachos revelan que la familia Bellows había empleado como sirvienta a una mujer de color y su hija, que se decía habían enseñado magia negra a Sarah. Tras localizar la dirección de Lou Lou (Lorraine Toussaint), la hija de la sirvienta que ahora ya era una anciana, le pide que les hable sobre el libro y la magia que se usó en el. Lou Lou les explica que fue ella quien regaló el libro a Sarah ya que sentía pena por la crueldad con que su familia la trataba, también les aclara que la sangre es de Sarah, pero simplemente la usaba porque su familia no le permitía tinta o cualquier otro tipo de lujos ni comodidades; finalmente explica que no hay magia involucrada, porque la maldición es simplemente el odio y resentimiento de la muchacha ensañándose con quien esté a su alcance; también descubren que Sarah no se suicidó en la casa sino en el hospital local, donde permaneció recluida sus últimos días, por lo que deciden investigar los registros. Chuck confiesa a sus amigos que ha estado soñando con una mujer pálida y obesa con rostro deforme que lo acosa en una habitación roja y teme que se trate de su historia.
Tras infiltrarse en el hospital van a buscar el historial de Sarah en la sala de registros, sin embargo Chuck se niega a entrar porque teme que se trate de cuarto de su pesadilla ya que es llamado R.E.D. (Records & Evaluation Department) y huye por los pasillos. En el lugar Stella y Ramón descubren un cilindro de fonógrafo que demuestra la inocencia de Sarah respecto a las muertes. Ella había nacido padeciendo una forma de albinismo extremo, razón por la que su familia la mantuvo encerrada toda su vida y cuando comenzaron las muertes su hermano mayor, quien era director del hospital, la internó y torturó bajo la excusa de un tratamiento para obligarla a asumir la culpa de las muertes de algunos ciudadanos a pesar de que era responsabilidad de la papelera, que contaminó el agua potable con mercurio. 
El libro vuelve a escribir, esta vez un relato sobre Chuck llamado El sueño, al tiempo que se activa la alarma por la intrusión de los chicos y la luz de las balizas de emergencia hace que todos los cuartos se vean de color rojo; la Dama Pálida aparece, persigue y finalmente atrapa a Chuck en un pasillo y lo absorbe mientras el sheriff arresta a Stella y Ramón por allanamiento. Turner revela que al investigarlo descubrió que Ramón es en realidad un desertor de la Guerra de Vietnam.
Mientras Ramón y Stella están encarcelados, la muchacha llama a su padre (Dean Norris) para explicar que si desaparece no es porque lo haya abandonado igual que su madre, y su padre le aclara que su esposa no los abandonó por culpa de ella sino porque no le gustaba esa vida; posteriormente Ramón le confiesa que su hermano mayor murió luchando en Vietnam y hace una semana, cuando recibió una notificación de alistamiento obligatorio, la idea se le hizo insoportable y desde entonces está huyendo. Esa noche el sheriff toma el libro y ve como se escribe una historia llamada Átame si puedes intrépido caminante; Ramón la reconoce como una historia que lo aterraba desde niño, donde aparece un sujeto de aspecto aterrador llamado El Tintineante. La criatura baja descuartizada por la chimenea y se recompone una vez dentro. Pese a los esfuerzos del sheriff por detenerlo el monstruo lo mata y persigue a los muchachos, que huyen hasta la casa Bellows.
Mientras El Tintineante persigue a Ramón, el libro inicia una nueva historia llamada La casa embrujada que envía a Stella al pasado y la hace tomar el lugar de Sarah y sufrir los abusos de su familia. Estando encerrada en el sótano Stella se encuentra con el fantasma de Sarah y le reprocha que siendo inocente de todo lo que se fue acusada en vida decidió convertirse en una asesina y ahora es culpable del destino de sus amigos y otros inocentes. Stella promete contar la verdad si olvida su resentimiento y Sarah le pide que, tal como lo hacía ella, use su propia sangre para escribirlo en el libro como prueba de su sinceridad. En el momento que lo hace, el fantasma de Sarah y El Tintineante desaparecen mientras que Stella vuelve al presente.
La historia acaba con Stella explicando que contó la verdad tal como prometió, aunque la tradición estaba tan arraigada que muchos aun preferían creer la historia falsa; Ramón por su parte decidió dejar de huir y enlistarse, prometiendo sobrevivir y volver con Stella lo más pronto posible. Finalmente ella señala que Auggie y Chuck aún están desaparecidos pero está segura que el libro posee la clave para salvarlos, por lo que ella, su padre y Ruth no descansarán hasta traerlos de vuelta.

## Reparto
- Zoe Colletti como Stella Nicholls.
- Michael Garza como Ramón Morales.
- Austin Zajur como Chuck Steinberg.
- Gabriel Rush como August "Auggie" Hilderbrandt.
- Natalie Ganzhorn como Ruth Steinberg.
- Gil Bellows como el Sheriff Turner.
- Austin Abrams como Tommy Milner.
- Dean Norris como Roy Nicholls.
- Lorraine Toussaint como Lou Lou Baptiste.
- Ajanae Stephenson como Lou Lou Baptiste (niña).
- Karen Glave como Claire Baptiste.
- Marie Ward como la señora Hilderbrandt.
- Kathleen Pollard como Sarah Bellows.
- Will Carr como Ephraim Bellows.
- Elias Edraki como Ephraim Bellows (voz).
- Jane Moffat como Delanie Bellows.
- Amanda Smith como Gertrude Bellows.
- Brandon Knox como Harold Bellows.
- Javier Botet como el muerto viviente.
- Troy James como El Tintineante.
- Andrew Jackson como la voz del Tintineante.
- Mark Steger como Harold el espantapájaros/La Mujer pálida.

## Producción
En 2013, CBS Films adquirió los derechos de la serie de libros infantiles de Alvin Schwartz Scary Stories to Tell in the Dark, con la intención de producirla como una potencial película. En 2014 se anunció que el escritor John August escribiría la película para CBS Films. El 14 de enero de 2016, se anunció que Guillermo del Toro desarrollaría el proyecto para CBS Films potencialmente como director, mientras que también produciría la película junto con Sean Daniel, Jason Brown y Elizabeth Grave. En febrero de 2016, CBS Films contrató al dúo de guionistas Dan y Kevin Hageman para pulir el borrador escrito por August, y antes de él, el guion fue escrito por Marcus Dunstan y Patrick Melton. En diciembre de 2017, se informó que André Øvredal dirigiría la película. En abril de 2018, se informó que Del Toro estaría coescribiendo la película, que sería cofinanciada por CBS Films y Entertainment One.
En agosto de 2018, Zoe Colletti, Michael Garza, Austin Abrams, Gabriel Rush, Austin Zajur y Natalie Ganzhorn se unieron a la película. En septiembre de 2018, Dean Norris, Gil Bellows, Lorraine Toussaint y Javier Botet se integraron al elenco.
La producción principal comenzó el 27 de agosto de 2018 y finalizó el 1 de noviembre del mismo año en Ontario, Canadá.

## Estreno
Las primeras imágenes de la película se estrenaron durante el Super Bowl LIII. La película se estrenó el 9 de agosto de 2019, a través de Lionsgate y CBS Films.

## Recepción
En el sitio web especializado Rotten Tomatoes la película tiene una calificación de aprobación del 80% sobre la base de 183 comentarios. El consenso crítico del sitio afirma: "Al igual que la saga superventas que ha inspirado la película, Historias de miedo para contar en la oscuridad abre una horripilante puerta al género del terror para los más jóvenes". El sitio web Metacritic asignó a la película una cuenta media ponderada de 61 sobre 100, basada en 29 críticos, indicando "críticas generalmente favorables". Las audiencias encuestadas por CinemaScore dieron a la película una calificación promedio de "C" en una escala de A+ a F.
Si bien la película ha obtenido críticas generalmente positivas, Keith Uhlich, de The Hollywood Reporter, dijo que "A Guillermo del Toro se le ocurrió la línea argumental para esta deslucida adaptación de los populares libros de terror infantiles de Alvin Schwartz". Owen Gleiberman, de Variety, dijo que "los cuentos originales en Scary Stories tenían un asombro insidioso y premeditado. En la versión cinematográfica de Scary Stories, son solo fragmentos momentáneos del "Grand Guignol" (literalmente, en el caso de "The Big Toe") servidos como los grandes éxitos que son".